# Ernst Stuven

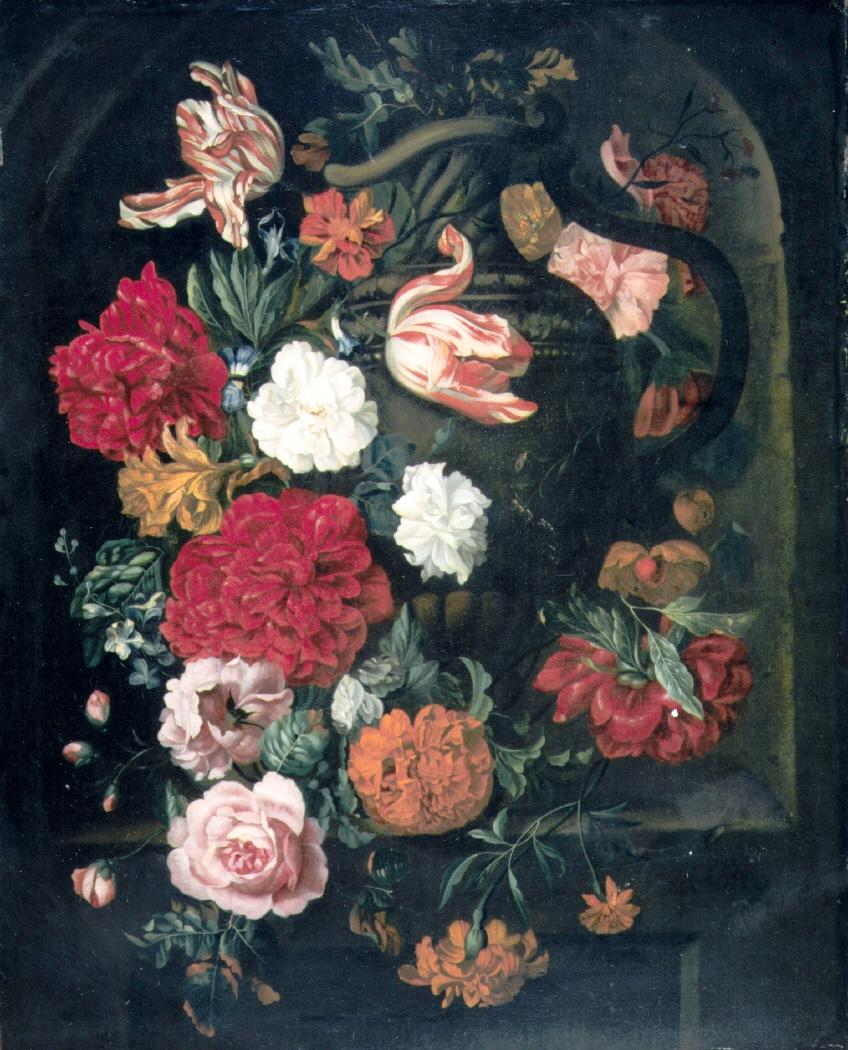
Florer, oli sobre llenç, 78 x 62 cm, Museu Lázaro Galdiano.

Ernst Stuven (Hamburg, c. 1657 – Rotterdam, 1712), fou un pintor d'origen alemany actiu als Països Baixos on s'especialitzà en la pintura de natura morta de flors i fruites en l'estil de l'escola barroca neerlandesa.
El 1675 es va traslladar a Amsterdam per estudiar amb Johannes Voorhout, a qui podria haver conegut a Hamburg, per apropar-se després als pintors Willem van Aelst i Abraham Mignon. A Ámsterdam va aconseguir cert renom com a mestre independent fins que el seu temperament violent el va portar a la presó i al desterrament a Rotterdam. Segons Arnold Houbraken, el 1697 va ser condemnat a dotze anys de presó a causa dels maltractaments infligits a un dels seus deixebles, Willem Grasdorp, també pintor de flors, al que va retenir quan va tractar d'escapar de la seva companyia, enfrontant-se també violentament a la mare del noi. No obstant això, i sempre segons Houbraken, va poder sortir de la presó per bona conducta abans del compliment de la sentència per marxar a Haarlem primer i després a Rotterdam, on va treballar per a un cavaller per un ducat diari, menjar i allotjament.